# 走査型ローレンツ力顕微鏡
走査型ローレンツ力顕微鏡（そうさがたローレンツりょくけんびきょう、Scanning Lorentz Force Microscopy : SLFM）は走査型プローブ顕微鏡の一種。

## 概要
走査型ローレンツ力顕微鏡は試料に磁場を印加してフレミングの左手の法則に従って試料表面に生じるローレンツ力によってカンチレバーの探針が捩れるのでそれを検出して試料から漏洩する磁場の分布を可視化する。
構造は接触型の原子間力顕微鏡(AFM)を原型に、探針に交流電圧を印加するための電気系および信号検出のためのロックインアンプ系を追加した構成になっている。
磁界B中に直交する方向に電流i(t)が流れた場合、フレミングの左手の法則に従って磁界と電流の流れる方向が作る面の垂直方向にローレンツ力F(t)が発生するので電流が流れる探針部分の長さをLとした場合に以下の式が成り立つ。
F(t) = L x i(t) x B
走査型ローレンツ力顕微鏡はローレンツ力F(t)を接触型のAFMで測定するもので、交流電流を流すために、導電性のカンチレバー・探針が利用され、漏洩磁界を発生している試料表面を走査する。探針内において電流が磁界中を流れることでローレンツ力F(t)が発生してカンチレバーの捩れを引き起し、それを摩擦力顕微鏡(水平力顕微鏡)と同様の光てこ方式変位検出器の4分割光検出素子を用いて測定する。カンチレバーの撓みからは通常のAFM像が得られる。

## 用途
- 磁気記録媒体のような磁性体からの漏洩磁場の可視化